# گقام
گقام (به ارمنی: [] Error: {{Lang}}: فاقد متن (راهنما)) نام کوچک مردانه رایج در میان ارمنیان می‌باشد و ممکن است به یکی از موارد زیر اشاره داشته باشد:
- گغام وانیکیان
- گغام آلکسانیان
- گغام گریگوریان
- گغام غاندیلیان
- گغام اوسکیان
- گغام مانوکیان
- گغام وارطانیان
- رشته‌کوه گغام
- گغام گئورگیان
- گغام آلکیان
- گغام آتویان
- گغام بارسقیان
- گغام در-کاراپتیان
- گغام هاروتیونیان
- گغام غاریبجانیان
- گغام هوهانیسیان
- گغام آقاجانیان
- گقام کادیمیان
- گقام هاروتیونیان
- گقام آتماجیان
- گقام ساریان

## منبع
- Հովակիմյան, Բախտիար (2005). Հայոց ծածկանունների բառարան (PDF). Երևան: ԵՊՀ հրատ.